# 何丫
何丫（英語：Sasha He Ya，1987年—），又名何婭，是2007年中華小姐環球大賽美洲區决赛和2010年亞洲小姐競選温哥華賽區的冠軍。

## 生平
1987年出生于四川綿陽，2005年移居加拿大溫哥華。她是一位學生，2010年1月於卑詩省菲沙河谷大學的金融系畢業。

## 多次參加各大選美活動
何丫自從在2007年參加中華小姐大赛温哥華賽區初賽並得前二名之後，她再次出現在多個選美活動之中並且屢獲佳積。
| 年份       | 選美會                       | 地點         | 主辦機構                | 獎項                                                                                 | 過程 |
| 2007年7月  | 中華小姐大赛温哥華賽區初賽   | 加拿大温哥華 | 鳳凰衞視美洲台          | - 前二名                                                                             | - 以「何婭」的名字參賽 - 因前一、二名的資格直接前往洛杉磯參選同年的中華小姐環球大賽美洲區决赛 |
| 2007年8月  | 中華小姐環球大賽美洲區决赛   | 美國洛杉磯   | 鳳凰衞視美洲台          | - 冠軍                                                                               | - 以「何婭」的名字參賽 - 本可到香港參選該年的中華小姐環球大賽决赛，但當年大學三年級的她因學業放棄了比賽。                                                                                                 |
| 2010年9月  | 亞洲小姐競選温哥華賽區選拔賽 | 加拿大温哥華 | - 亞洲電視 - 環球多媒體 | - 冠軍 - 最上鏡小姐 - 最佳才智獎 - 花姿招展獎 - 嬌美體態獎 - 優雅儀態獎 - 閃爍生輝獎 | - 以「何丫」的名字參賽 - 奪得前往香港參選該年亞洲小姐競選港澳選區預賽的資格 |
| 2010年10月 | 亞洲小姐競選港澳選區預賽     | 香港         | 亞洲電視                | 晋身六強                                                                             | - 最初以「何丫」的名字參賽，但到後來把名字改為「何婭」 - 以「亞洲小姐加拿大選區温哥華代表」的身份參選 - 被安排到「亞洲小姐港澳選區」角逐並成功成為該選區的六強 - 可以「亞洲小姐港澳選區」六強身份進入決賽 |
| 2010年11月 | 亞洲小姐競選決賽             | 香港         | 亞洲電視                | - 完美體態大獎                                                                       | - 以「何婭」的名字參賽 - 以「亞洲小姐港澳選區」六強身份與後來加入的「內地」、「台灣」及其他亞洲國家的「海外選區」佳麗爭奪決賽的最後冠軍。                                                                 |